# Pterygocephalus paradoxus
Pterygocephalus paradoxus è un pesce osseo estinto, appartenente ai dattilotteriformi. Visse nell'Eocene medio (circa 50 milioni di anni fa) e i suoi resti fossili sono stati ritrovati in Italia, nel famoso giacimento di Bolca.

## Descrizione
Questo pesce era di piccole dimensioni, e generalmente era lungo poco più di circa 5 centimetri. La forma del corpo era piuttosto allargata, mentre la testa era corta e stretta. Gli occhi erano grandi e la bocca era larga e profonda. Sulla testa erano presenti due lunghe spine, e quella anteriore era più lunga della seconda. Le pinne pettorali erano molto allungate, mentre sul dorso erano presenti due pinne dorsali; quella posteriore, più corta, era di forma arrotondata. All'incirca alla stessa altezza era presente la pinna anale. La grande pinna caudale non era biforcuta e di forma arrotondata.

## Classificazione
Pterygcephalus paradoxus venne descritto per la prima volta nel 1839 da Louis Agassiz, sulla base di resti fossili ritrovati nel famoso giacimento di Bolca, in provincia di Verona. Questo piccolo pesce è stato attribuito agli scorpeniformi, e in particolare a quel gruppo noto come Dactylopteriformes (a volte considerato un ordine a sé stante), comprendente alcune specie attuali, tra cui la ben nota rondine di mare (Dactylopterus volitans).

## Paleoecologia
Come la rondine di mare, probabilmente anche Pterygocephalus viveva nei pressi del fondale marino, in un ambiente caldo e tropicale.